# Povertà

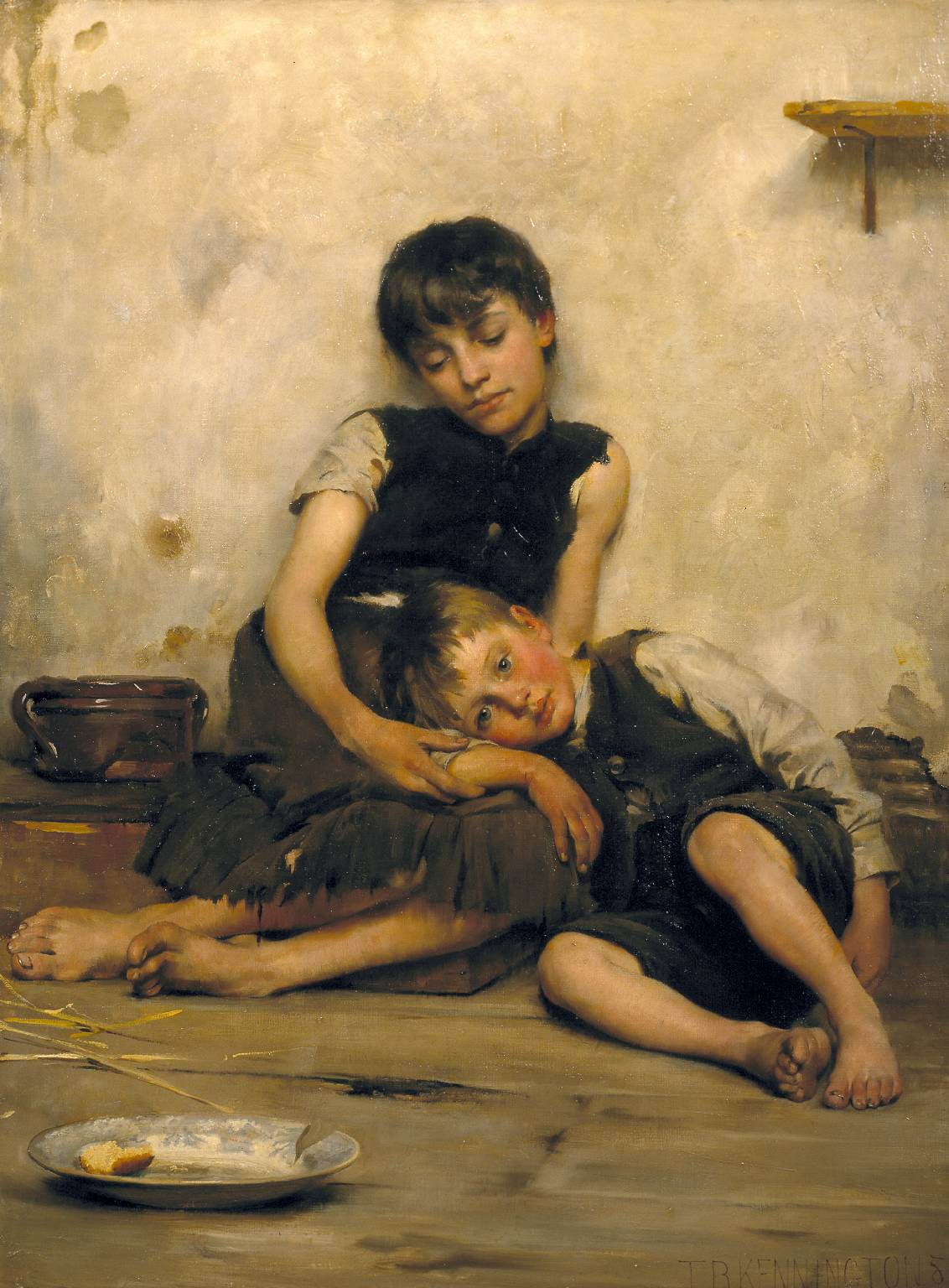
Ritratto sulla povertà di Thomas Benjamin Kennington (1885)

La povertà indica una condizione di scarsità materiale o spirituale, relativa a un ipotetico standard, opposta a una condizione ritenuta di ricchezza (o abbondanza).
Anche se il termine "povertà" può riguardare diverse accezioni, è piuttosto riferito all'aspetto economico-finanziario, che può definirsi come la condizione di singole persone o collettività umane nel loro complesso, che si trovano ad avere, per ragioni di ordine economico, un limitato o del tutto mancante — nel caso della condizione di miseria — accesso a beni essenziali e primari, ovvero a beni e servizi sociali d'importanza vitale.
La condizione di povertà come viene intesa oggi, secondo alcuni autori ha cominciato a delinearsi con l'avvento della civiltà urbana, in quanto le società primitive ad economia di sussistenza sono in grado di soddisfare i bisogni primari senza differenziazioni socio-economiche con un impiego di energia per la sopravvivenza adeguato alle loro necessità.
Il giudicare povere le società tribali deriverebbe dalla tendenza dell'attuale società capitalistica a valutare secondo i propri valori e criteri tutte le altre società anche se portatrici di valori diversi. La povertà quindi, come tale, è in connessione con il concetto di ricchezza per cui sociologi hanno sostenuto la tesi che è la stessa ricchezza nell'ambito dell'economia industriale a produrre la povertà.

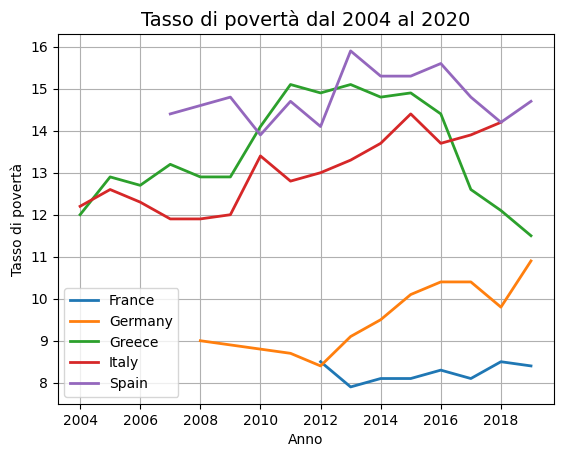
Fonte:

## Terminologia
Secondo alcuni etimologisti il termine nascerebbe dal latino pauper come la contrazione di pauca (poco), e pariens (che produce): "colui che produce poco"; per altri: "chi ha appena il necessario per vivere", per altri ancora: "chi scarseggia delle cose necessarie per una normale sussistenza".
Il lemma viene considerato con accezione negativa, mentre gli vengono riconosciuti connotati positivi col significato di povertà volontaria, quella cioè predicata da diverse religioni come distacco dai beni terreni (ad esempio il voto di povertà), da filosofie e anche da alcune teorie laiche egualitarie.
La povertà diventa pauperismo o miseria o indigenza quando riguarda masse che non riescono più ad assicurarsi i minimi mezzi di sussistenza: è questo un fenomeno collegato a una particolare congiuntura economica che porti al di sotto del minimo reddito di sussistenza una gran parte della popolazione.

## Povertà e miseria

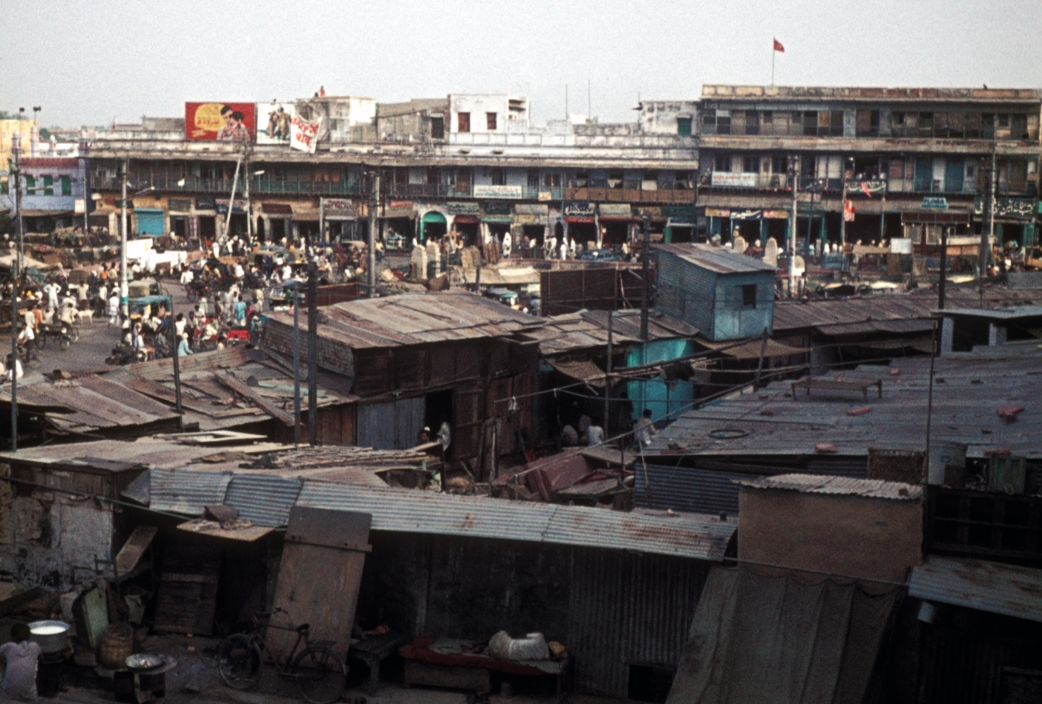
Slum (Delhi, 1973)

Nelle popolazioni indigene non ci sono ricchi, e quindi non ci sono nemmeno poveri, perché i beni sono collettivi. Nella società dei Bianchi, al contrario, i beni sono ripartiti in modo tale che esistono necessariamente dei ricchi e dei poveri. Nelle popolazioni indigene l’economia di sussistenza produce quanto basta per vivere, Nelle società dei Bianchi non ci si accontenta di produrre ciò di cui si ha bisogno, si produce sempre di più per accumulare beni.
Nelle popolazioni indigene si ha l’abitudine di aiutarsi l’un l’altro mentre nella società dei Bianchi vige la legge della concorrenza: i ricchi non sanno aiutare. Nelle popolazioni indigene il tempo libero è un momento comune: si crea e si gioca insieme. Nella società dei Bianchi il tempo libero è commercializzato: per divertirsi bisogna pagare altre persone.
Nelle popolazioni indigene il lavoro stesso può essere uno svago o uno scambio, mentre nella società dei Bianchi ogni cosa è isolata dalle altre. Dionito de Souza, del Consiglio Indigeno di Roraima (Brasile)
Con l'avvento della prima Rivoluzione industriale la povertà in linea generale tendeva a essere di grado più elevato nelle aree rurali che in quelle urbane dove si trovavano maggiori opportunità e fonti di reddito: inoltre nelle zone rurali, la povertà si accompagnava a un isolamento sociale maggiore di quello che la povertà di per sé determina. In genere però la povertà urbana può causare maggiori problemi rispetto a quella rurale, specie in ambiti sanitari che caratterizzano le baraccopoli o gli slums nei paesi in via di sviluppo. In base a nuove e diverse ricerche della Banca Mondiale che ha analizzato i dati provenienti da 90 Paesi a basso e medio reddito oggi la soglia di povertà nelle aree urbane è il 30% più elevata di quella delle aree rurali
Le famiglie povere sono di norma quelle più numerose, con un numero elevato di figli e di persone conviventi che tuttavia possono sostituire i servizi pubblici per l'assistenza dei genitori anziani. Una funzione analoga di assistenza e di mutuo soccorso viene svolta dalla cosiddetta famiglia allargata.
Il lavoro minorile è una fonte di reddito spesso essenziale per le famiglie povere, ma frequentemente causa un difetto dell'istruzione, determinando una sorta di circolo vizioso della povertà.
La posizione della donna riguardo alla situazione di povertà è spesso svantaggiata rispetto a quella dell'uomo, in termini sia di cultura e partecipazione alla vita sociale sia di carichi di lavoro e, talvolta, di disponibilità di cibo e altri beni essenziali.
Quando la povertà assume connotazioni estreme di assenza di beni materiali primari si parla di miseria, termine che può assumere oltre a quello economico e sociale, come quello di povertà, anche un significato immateriale indicante sia un'estrema infelicità sia una condizione spirituale di grettezza e meschinità morale.
Il più delle volte nei vari significati i due termini vengono comunemente indicati come equivalenti, essendo la differenza genericamente indicata in un'accentuazione delle caratteristiche negative della miseria rispetto a quelle della povertà.
La soglia di povertà è un parametro statistico (che ha la valenza di criterio normativo) che cerca di stabilire quantitativamente una determinata situazione d'indigenza, per la quale chi vive in condizioni tali da non raggiungere il minimo reddito di base per la sopravvivenza (che secondo la Banca Mondiale viene indicato nell'avere due dollari per persona al giorno) può essere indicato in condizioni di povertà. Non esistono invece indicatori certi dello stato di miseria, che del resto ha un aspetto molto più evidente dello stato di povertà, che può (entro certi limiti) essere mascherato come quando si parla ad esempio di "una dignitosa povertà" mentre una "dignitosa miseria" è un'espressione improponibile.

## Povertà ed emarginazione
(Vasco Pratolini, Cronache di poveri amanti, Vallecchi)
La povertà costituisce la principale causa, ma non l'unica, di esclusione sociale o emarginazione: la peculiarità è che l'estromissione dall'accesso a beni e servizi essenziali deriva (quasi sempre de facto, in rari casi anche de iure) dalla scarsità di mezzi economici.
Ciò vale a distinguerla da altre situazioni in cui la privazione ha origini diverse, come i casi di discriminazione su base etnica, religiosa, sessuale (pur esistendo situazioni in cui tali condizioni si sovrappongono e aggravano fra loro). Si parla di povertà anche in termini "relativi", cioè in riferimento a situazioni di rilevante disparità di reddito e potere d'acquisto fra singoli e gruppi sociali nella stessa comunità nazionale o locale.

## Panorama storico della povertà nel mondo occidentale

### La povertà nel mondo antico romano

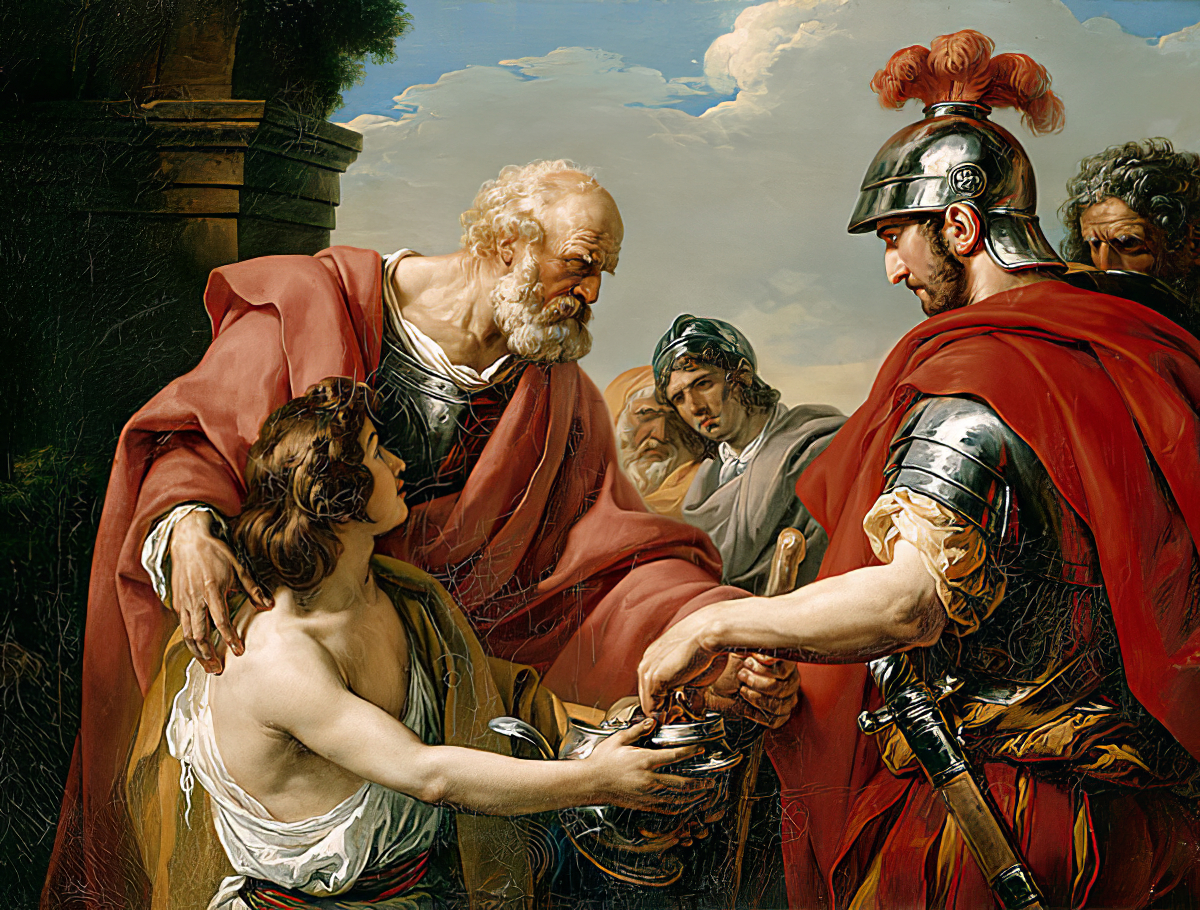
Belisario, cieco e mendicante, riceve l'elemosina da uno dei suoi soldati.

La situazione dei poveri nel mondo antico romano divenne particolarmente grave in coincidenza con la crisi dell'Impero. Fino ad allora le stesse classi sociali più ricche avevano provveduto ad attenuare le condizioni dei poveri allo scopo di evitare sommovimenti sociali: periodiche elargizioni di beni, soprattutto alimentari, riuscivano così a conservare l'ordine sociale.
Già in epoca repubblicana la plebe era riuscita a ottenere la difesa dei suoi diritti mediante la creazione di un'apposita magistratura a lei riservata, quella dei tribuni della plebe che avrebbe dovuto proteggere coloro che come unica fonte di reddito avevano la loro prole, i proletari.
Nell'età imperiale gli elementi più disagiati della popolazione, assumendo il ruolo di clientes, sostenitori di una casata gentilizia, riuscivano ad avere i beni essenziali per la sopravvivenza in cambio del loro appoggio politico.
Le classi elevate consideravano con un certo disprezzo queste torme di poveri che con le loro sportulae (ceste) si presentavano periodicamente a ricevere quanto pretendevano. Si trattava di un ceto cittadino parassitario che il sistema economico romano basato sulla produzione schiavistica permetteva di sostenere. Quando però Roma, per la stessa estensione dei confini imperiali, sarà costretta a rinunciare alle guerre di conquista ed espansione e quindi ad acquisire nuovi schiavi, allora comincerà a emergere il problema della povertà e dei rimedi da mettere in atto per la sua soluzione.
Nell'età di Diocleziano il regime fiscale colpì pesantemente le campagne, in modo particolare i coloni che cominciarono ad abbandonarle per fuggire dall'oppressione delle tasse. Il mondo contadino comincia a essere afflitto pesantemente da miseria e malattie. "Il lamento inusitato" (Gregorio di Nissa, Sermo de pauperibus amandis, II) di bande di poveri si ode nelle campagne abbandonate, negli agri deserti. La miseria coesiste spesso con le malattie, in particolare la lebbra considerata una conseguenza di colpe morali. La guarigione comporterà quindi l'intervento del santo che liberi dai demoni della malattia l'ammalato e li ricacci nei loro covi.
L'oppressione fiscale fu la causa del brigantaggio di contadini poveri e di rivolte, come quelle delle Bagaudae in Gallia e Spagna, per ribellarsi allo Stato e alla Chiesa cattolica che li perseguitava per la loro adesione all'eresia donatista.
In questo periodo nasce la figura del patronus, un capo militare che in cambio del sostentamento dato ai soldati protegge i villaggi contadini dall'esattore delle tasse.

#### Il vescovo, buonpatronus

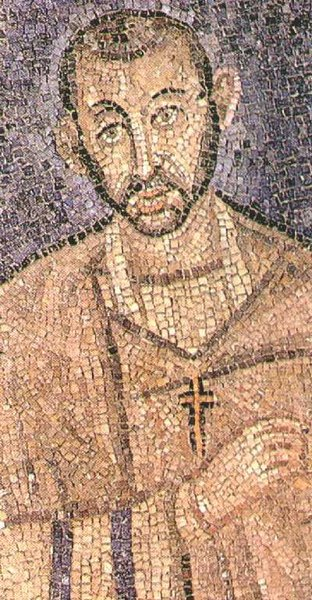
Sant'Ambrogio, mosaico nella chiesa di Sant'Ambrogio, Milano

La figura del patronus si estende dalla campagna alle città dove viene impersonata dal vescovo che proteggeva i contadini poveri che in occasione di carestie affluivano nelle città a mendicare il pane.
A Milano, per esempio, è Ambrogio che difende i poveri della città che gli aristocratici vorrebbero espellere:
[...] se tanti coltivatori sono ridotti alla fame e tanti coloni muoiono, il nostro approvvigionamento di grano sarà gravemente rovinato: noi vogliamo escludere proprio coloro che normalmente ci forniscono il nostro pane quotidiano. De Officiis Ministrorum, III.
Ambrogio rappresenta il buon patronus difensore dei pauperes Christi ai quali egli stesso devolse gran parte del proprio patrimonio imitato da molti nobili di famiglia senatoria, convertitisi al Cristianesimo.
Questa carità degli uomini di Chiesa, come ha osservato A. Giardina, indeboliva il potere delle classi dominanti che riempivano le sportulae dei clientes:
Il dono pagano era destinato alla città, al popolo inteso come insieme dei cittadini, i donatori cristiani indirizzavano invece la loro carità ai poveri, intesi come categoria sociale e morale, non civica. A. Giardina, Melania la santa, in Roma al femminile, a cura di A. Fraschetti, Laterza, 1994, p. 249.
Nel De Nabuthae historia, Ambrogio sostiene che è vero che la ricchezza in sé può essere causa di perdizione, ma il ricco può guadagnarsi la pietà di Dio:
 [...] tu dici: demolirò i miei granai; il Signore ti risponde: cerca piuttosto che quanto è contenuto nel granaio è destinato ai poveri, fa in modo che codesti tuoi magazzini riescano utili agli indigenti. Ma tu insisti: ne farò di più grandi e lì raccoglierò tutto quello che i campi hanno prodotto per me. E il Signore risponde: spezza il pane che è tuo all'affamato. Tu dici: porterò via ai poveri la loro casa. Il Signore invece ti chiede: conduci a casa tua i poveri che non hanno un tetto (X,44).
Ambrogio rifiuta la convinzione generalizzata del suo tempo che vedeva nel povero un maledetto dalla divinità. I poveri vanno distinti in meritevoli e non meritevoli:
 [...] ma forse dirai anche tu quello che avete l'abitudine di dire in queste occasioni: "Non abbiamo diritto di fare regali a colui che Dio ha tanto maledetto da volere che vivesse in miseria" invece, non è vero che i poveri sono maledetti; al contrario è detto beati i poveri perché‚ di essi è il regno dei cieli. Non a proposito del povero ma a proposito del ricco la Scrittura dice che "Chi accaparra il grano per alzarne il prezzo verrà maledetto". E poi non stare a indagare i meriti delle singole persone. La misericordia è abituata a non giudicare il merito della gente, ma a venire incontro alle necessità altrui; ad aiutare il povero, non a soppesare la pura giustizia. Sta scritto "Felice colui che pensa al bisognoso e al povero"; chi ne ha compassione, chi si sente partecipe della medesima natura con lui, chi comprende che il ricco e il povero sono ugualmente creature del Signore, chi sa di santificare i propri raccolti, se ne riserva una porzione per i poveri. Insomma dato che hai per fare del bene, non rimandare dicendo: "Darò domani": potresti anche perdere la possibilità di donare. È pericolosa qualsiasi dilazione nel salvare gli altri; può accadere che, mentre tu continui a rinviare, quello muoia. Preoccupati piuttosto di arrivare prima che muoia; può accadere infatti che quando arriva il domani, l'avarizia ti trattenga e le promesse siano annullate. (De Nab., VIII, 40).

### La povertà nel Medioevo
Nel Medioevo il patrimonio della Chiesa, enormemente accresciuto per le donazioni dei re franchi, era espressamente definito come proprietà dei poveri che si doveva amministrare con la cura del pater familias, imponendo a tutti di non pesare su di lui qualora non ci fossero stati i requisiti della povertà, e difendendolo anche con minacce di sanzioni come la scomunica. Solo chi non poteva sostenersi con il proprio lavoro aveva il diritto di ricorrere alle proprietà ecclesiastiche. Anche il clero si doveva sostenere con il proprio lavoro: "Il chierico provveda al vitto e al vestito con un lavoro artigianale o contadino...anche il chierico erudito nella Parola di Dio" (IV concilio di Cartagine del 398). Chi attenta al patrimonio dei poveri è da considerarsi necator pauperum, assassino dei poveri come affermano molti concili della Gallia nei secoli VI-XI che stabiliscono anche che nessuno, neppure i vescovi possono alienare né vendere nessun bene che sia stato dato alla Chiesa perché con questi beni vivono i poveri (canone IV del concilio di Adge dell'anno 506), altrimenti saranno considerati anch'essi necatores pauperum e subiranno la scomunica.

#### Povertà e malattia

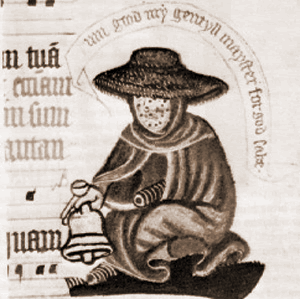
Lebbroso, pauper cum Lazaro, che suona la campana per avvertire della sua presenza (pagina di un manoscritto del XIV secolo)

Nel XII secolo la condizione di povero incomincia a essere distinta tra coloro che avessero scelto la povertà come un mezzo per arrivare a Dio, i pauperes cum Petro, com'erano i frati mendicanti di San Francesco, e quelli che erano poveri per necessità: i pauperes cum Lazaro, dei quali si dovevano occupare la Chiesa e i buoni cristiani. I teologi discutono inoltre se si dovessero beneficiare solo i veri poveri escludendo i falsi poveri o tutti indistintamente. Sostenevano gli studiosi di teologia che se il povero riceveva l'hospitalitas, in questo caso non si facevano distinzioni, poiché questa era una sorta di assistenza sociale per tutti i bisognosi, se invece il povero era oggetto della liberalitas, quindi della beneficenza, in questo caso bisognava operare una distinzione tra i veri e i falsi poveri.
Un segno per identificare il vero povero dal falso è la malattia: al concetto di pauper si associa quello di infirmus e il termine di pauper infirmus indica il povero che a causa delle gravi carenze alimentari è affetto da malattie come la peste, il vaiolo e la lebbra. Il povero quindi coincide con il malato che deve essere accolto e aiutato.

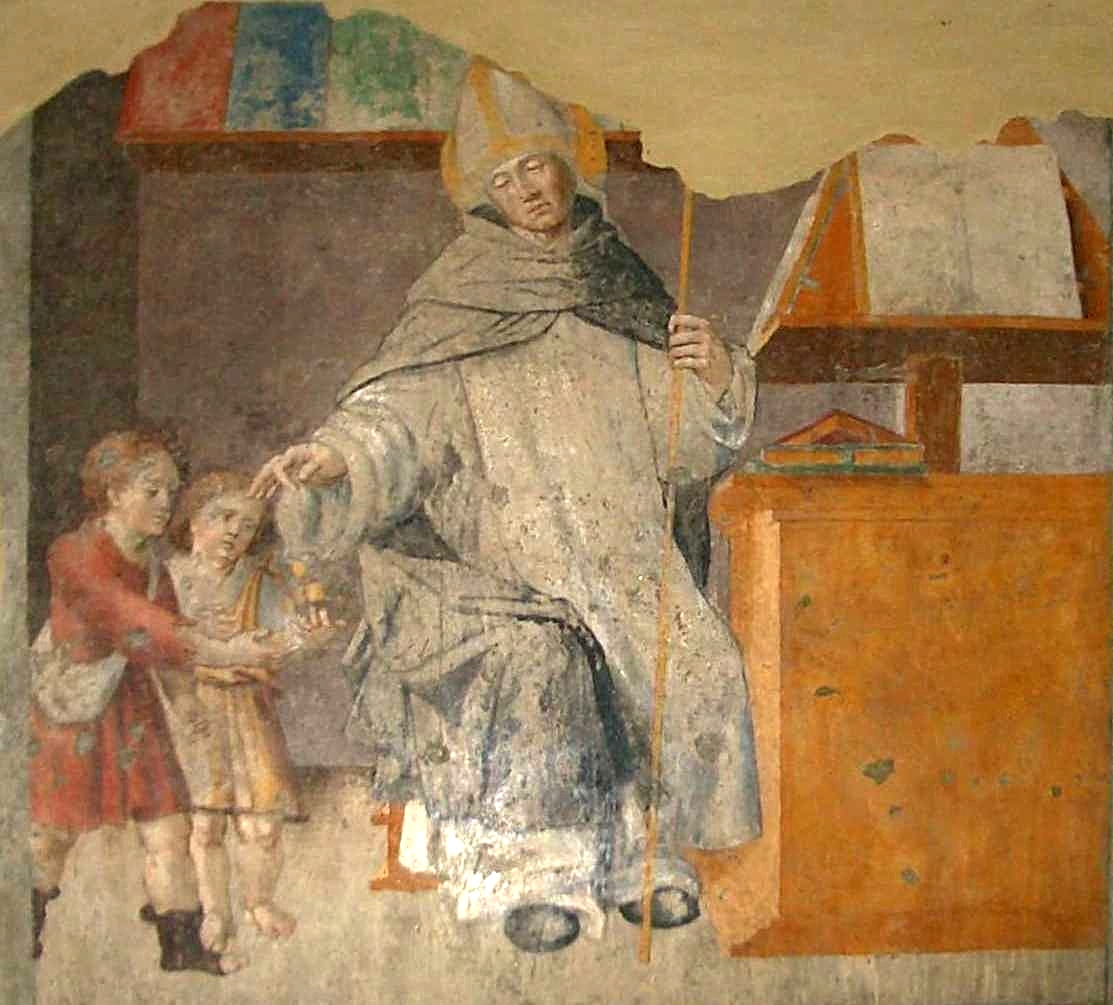
San Domenico di Guzman fa la carità ai "buoni poveri" (Torino, Chiesa di San Domenico)

La distinzione tra la condizione di povero e malato incomincia a definirsi nel periodo che va dal XIII al XIV secolo, quando la diffusione della lebbra divenne endemica in coincidenza con l'aumento della popolazione e degli scambi commerciali e con il fenomeno delle crociate che avevano messo l'occidente in stretto contatto con il vicino Oriente, la terra del morbus phoenicius (malattia fenicia), la lebbra.
Incominciano a diffondersi i lebbrosari che raccolgono le persone destinate alla morte fisica e a quella civile. Ubicati nei sobborghi o fuori dalle città i lebbrosari incominciano a diventare luoghi di separazione tra i sani e i malati: che la Chiesa considerava nel duplice aspetto della conseguenza del peccato originale: il peccatore che soffre nella carne e la figura del Cristo che con la sofferenza redime. Il lebbroso era quindi il maledetto ma anche l'amato da Dio.
Il lebbrosario viene organizzato quindi come un monastero (hospitale purgatorii) spesso intitolato a San Lazzaro: quello che Gesù aveva resuscitato, come raccontava l'evangelista Giovanni, o il Lazzaro di cui i cani leccano le piaghe, com'è detto nel vangelo di San Luca (in F. Bèriac, La paura della lebbra, in Per una storia delle malattie, op. cit., Bari 1986, p. 173)

#### Povertà e ribellione

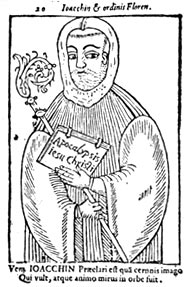
Gioacchino da Fiore

Nel Medioevo quindi i poveri sono riconosciuti come tali e sono integrati nella società medioevale che dibatte sull'elemosina e sull'assistenza dei poveri, sul valore morale e religioso della povertà che troverà il suo massimo rappresentante in San Francesco d'Assisi, (1181/1182 - 3 ottobre 1226), pauper cum Petro, il poverello di Dio, fondatore dell'Ordine mendicante. La concezione della povertà diventa con lui non solo imitazione della vita di Cristo ma viene interpretata, specialmente dopo la sua morte, anche come denuncia della condotta morale della Chiesa e del suo potere temporale. Solo quattro anni dopo la sua morte infatti il papa Gregorio IX, con la bolla Quo elongati, si preoccupava di rendere noto che il Testamento del santo d'Assisi non avesse un valore vincolante per i suoi successori. La divisione in Spirituali, che seguono il precetto dell'assoluta povertà, e dei Conventuali più vicini al carattere temporale della Chiesa, è un segno di una crisi sociale dove le differenze tra ricchi e poveri si sono accentuate e ormai la ricchezza ha perso quasi del tutto il carattere provvidenziale di aiuto e sostegno della povertà com'era al tempo di Sant'Ambrogio.
L'unica via per la perfezione morale ora è diventata quella indicata dal gioachimismo contro la ecclesia carnalis meretrix magna (chiesa carnale, grande prostituta). La disputa teologica sulla povertà diviene motivo di scontro politico tra le pretese teocratiche dei papi, sostenuti dalle nuove aspirazioni all'autonomia dei nascenti stati nazionali e l'aspirazione all'impero universale, alla res publica cristiana (stato cristiano) degli imperatori medievali miranti a un potere unificato temporale e spirituale. Per i gioachimiti e i dolciniani l'ideale della perfetta povertà diventa invece messaggio di ribellione anarchica contro ogni forma di potere dei ricchi, siano essi nella Chiesa o presso l'imperatore, in nome di una trasformazione radicale di una società afflitta dalla miseria materiale e spirituale. Come ribelli essi saranno duramente colpiti sia dal potere spirituale sia da quello temporale che divengono alleati quando si sentono minacciati.
La crisi interna della Chiesa sfocerà nel Grande Scisma al cui termine la nuova società degli umanisti e degli uomini del Rinascimento dichiarerà il suo disgusto per la gerarchia romana preferendo rivolgersi a una religione tutta naturale e immanente.

### La povertà nell'età moderna

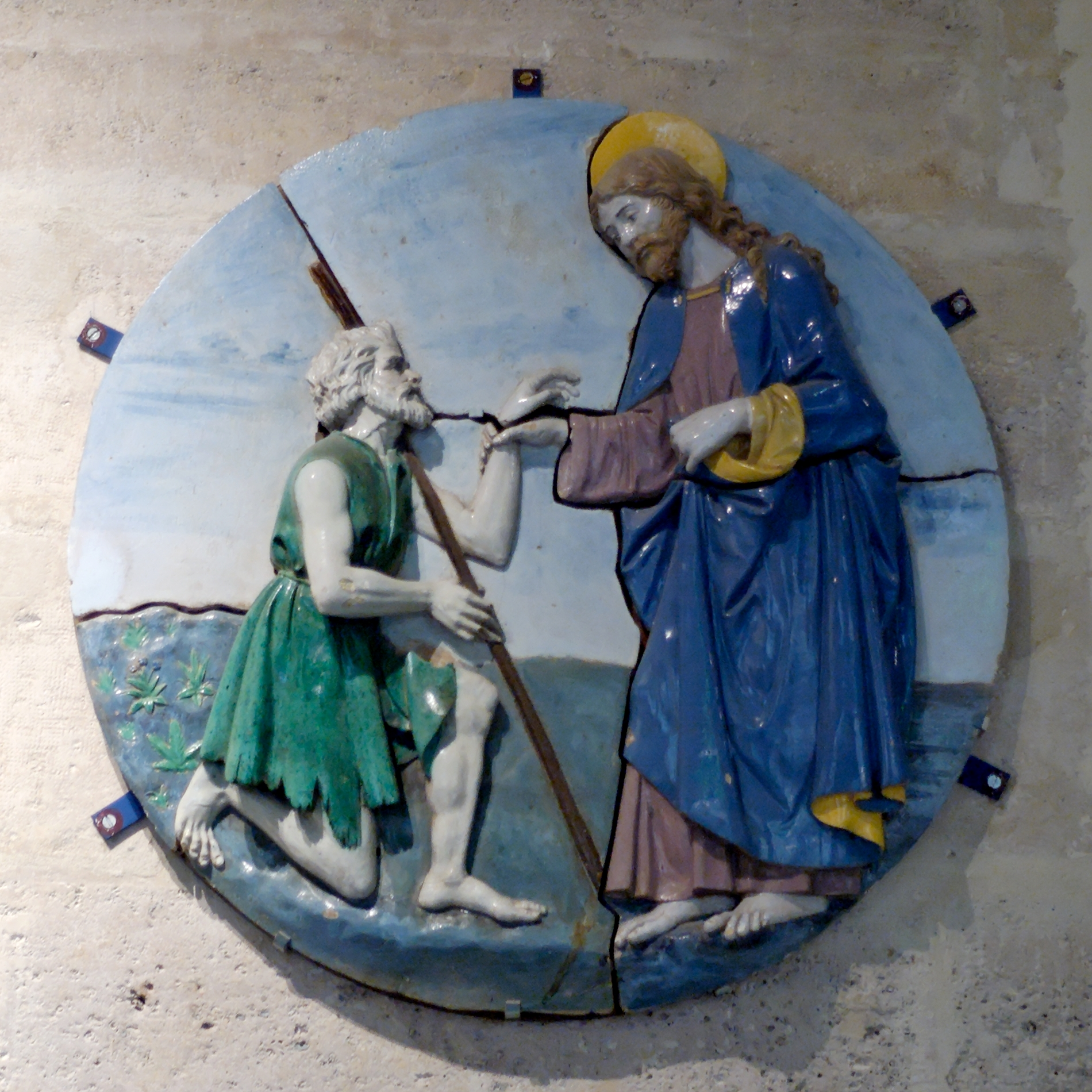
Cristo soccorre il povero (Luca della Robbia, Louvre)

Dopo la definitiva separazione tra la Chiesa cattolica e quella Protestante entrambe le Chiese sono coinvolte nello stesso atteggiamento d'intolleranza dimostrando di essere due diversi aspetti di uno stesso clima culturale di apprensione e sospetto determinato dalle guerre di religione, dall'insicurezza sociale prodotta dall'inflazione aggravata dall'aumento della popolazione.
Nel Cinquecento si è calcolato che nell'Europa occidentale circa un quinto della popolazione fosse costituito da poveri: l'incremento demografico, lo sviluppo delle manifatture, in specie quelle tessili, la rivoluzione dei prezzi aveva determinato l'avvento di una moltitudine di poveri e sbandati in modo particolare nelle campagne. Ad aggravare le condizioni di vita subentravano poi i tre flagelli della peste, della guerra e della carestia che spingevano queste masse di disperati a trovare soccorso nelle città.
Ad aumentare le ansie dei cittadini si aggiungeva poi lo sbandamento dei soldati mercenari che ora, con la creazione dell'esercito permanente negli stati assoluti, non trovano più chi li assoldasse generando, in misura prima sconosciuta, masse disperse di poveri e vagabondi, banditi e rivoltosi.
Le istituzioni cittadine cominciano allora a distinguere tra la povertà "vera" da quella "falsa" comprendendo nella prima i malati, coloro che non potevano più mantenersi per motivi fisici, i ragazzi e i bambini abbandonati dalle famiglie, i vecchi che non potevano più lavorare ma che avevano lavorato in passato. Vi erano poi i poveri organizzati in "compagnie" come quelle dei ciechi e degli storpi riconosciute dall'assistenza pubblica. A questi si aggiungeva la moltitudine dei poveri occasionali che ricevevano l'elemosina saltuariamente, costituita da lavoratori che attraversavano periodi di povertà dovute soprattutto ai debiti che non riuscivano a saldare.

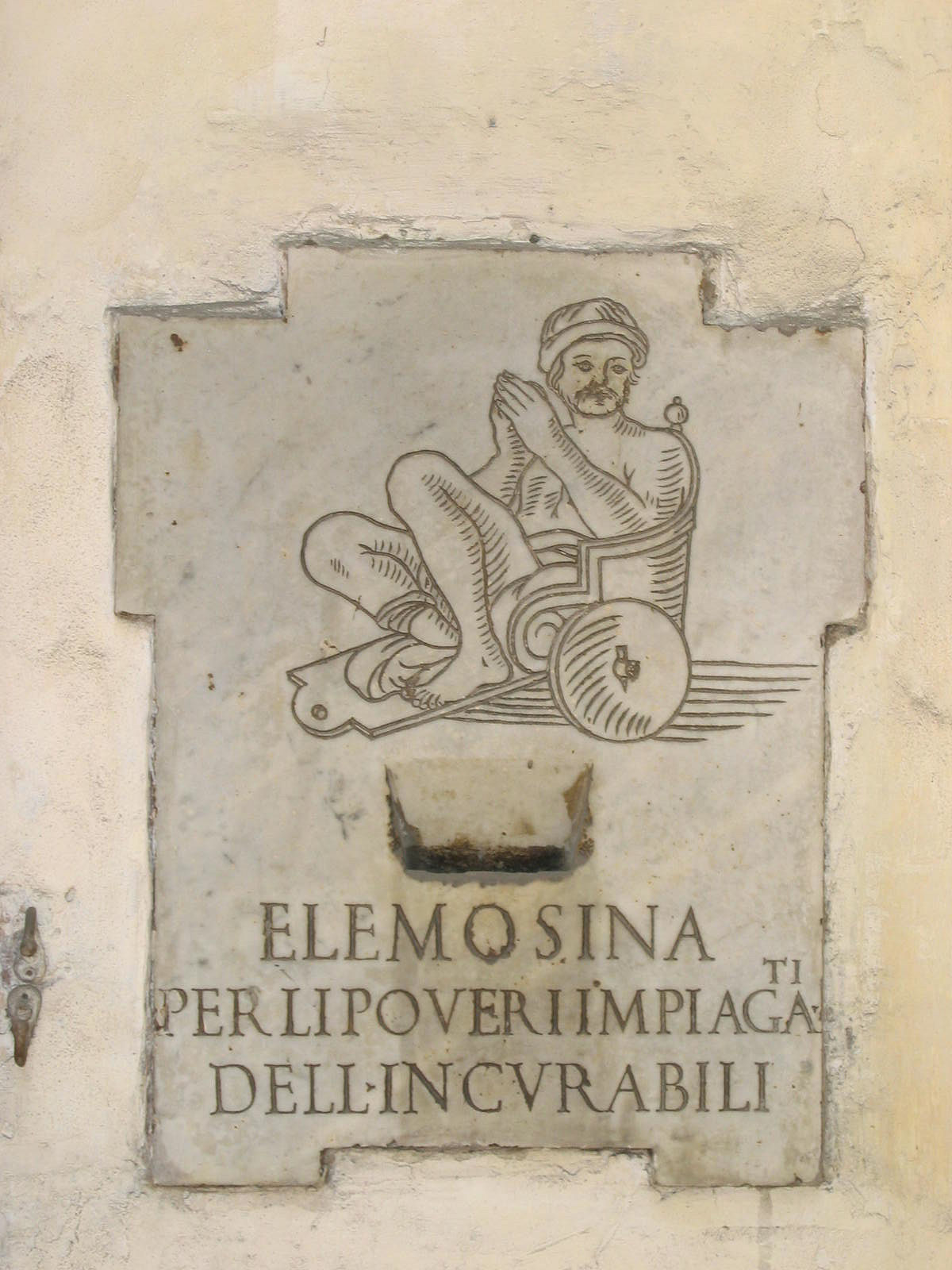
Elemosiniera in Roma

Tra questa massa di marginali una figura che emerge è quella del mendicante. Le città cominciano a riempirsi di schiere di assillanti cenciosi che ispirano paura e ripugnanza. I mendicanti non avevano nessun tipo di potere, non pagavano le tasse, erano esclusi dalle corporazioni e dalle confraternite. Le istituzioni nel XVI secolo cominciarono a emanare leggi che colpivano i falsi mendicanti includendo in questa categoria i vagabondi.

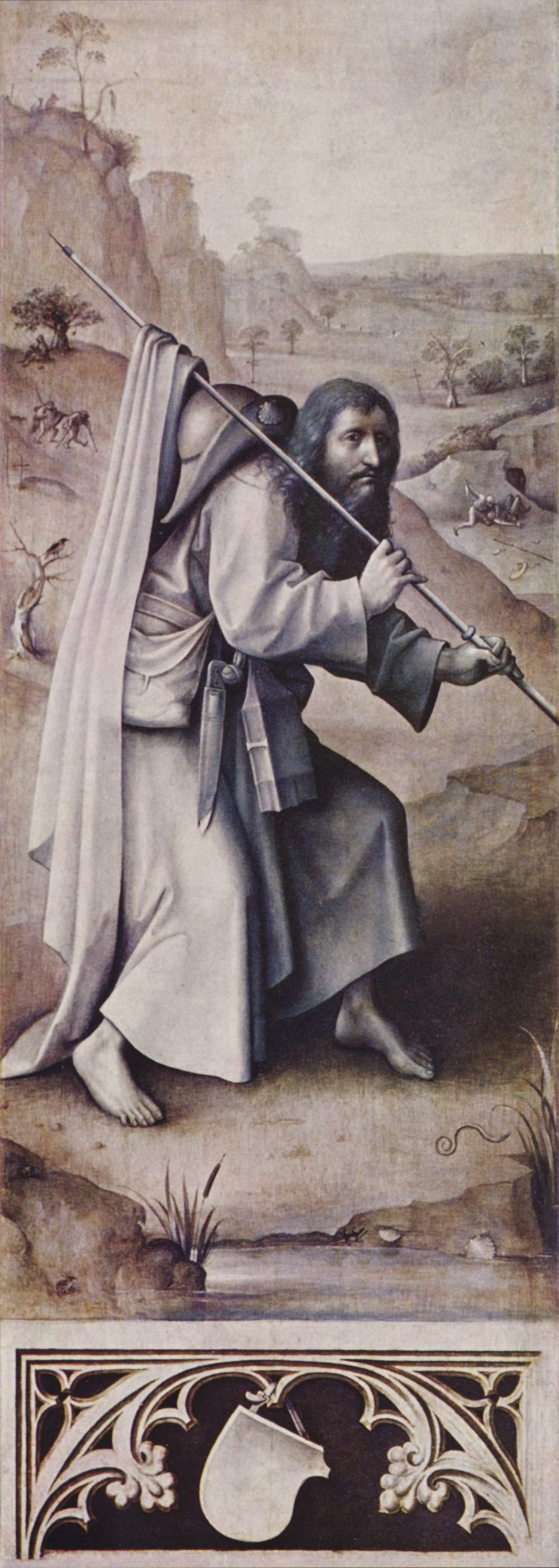
Pellegrino di S.Giacomo

Il povero era stato per tutto il Medioevo un simbolo di valori cristiani: in ogni povero c'era la sofferenza di Cristo e la stessa elemosina più che un carattere di solidarietà sociale assumeva un valore religioso. La figura del povero prima assimilata a quella dell'eremita, del viandante pellegrino ora si confondeva con quella di un esercito minaccioso di miserabili.
Nel XVI secolo si va infatti affermando l'identificazione del mendicante con la familia diaboli in contrapposizione con i poveri di Dio. Si diffondono libri che trattano di una mendicità organizzata in corporazioni illegali più o meno segrete e delle loro tecniche di accattonaggio che venivano usate per ingannare il prossimo. «Nel 1528, nella prefazione del Liber vagatorum, manoscritto circolante già alla fine del XV secolo ma stampato agli inizi del XVI, Martin Lutero rappresentava i vagabondi come coloro che agivano in combutta con il diavolo, anzi era lo stesso diavolo che si serviva di loro per impedire che le elemosine finissero nelle mani dei veri mendicanti. Ma è nell'opera di Teseo Pini, lo "Speculum cerretanorum" scritto tra il 1484 e il 1486 e rielaborato successivamente da Giacinto Nobili sotto lo pseudonimo di "Rafaele Frianoro" con il titolo "I vagabondi", che viene analizzata la mendicità assieme ai complicati metodi di fraudolenza: accanto alla rappresentazione dei diversi mascheramenti viene riprodotto il linguaggio segreto usato dai vagabondi e mendicanti per comunicare tra di loro» (Il libro dei vagabondi, a cura di P. Camporesi, Torino 1973)
A questo malessere sociale la Chiesa cattolica cerca di rispondere con la creazione di numerose organizzazioni caritative e assistenziali schierando in prima fila la generosità altruistica dei grandi santi del Cinquecento.

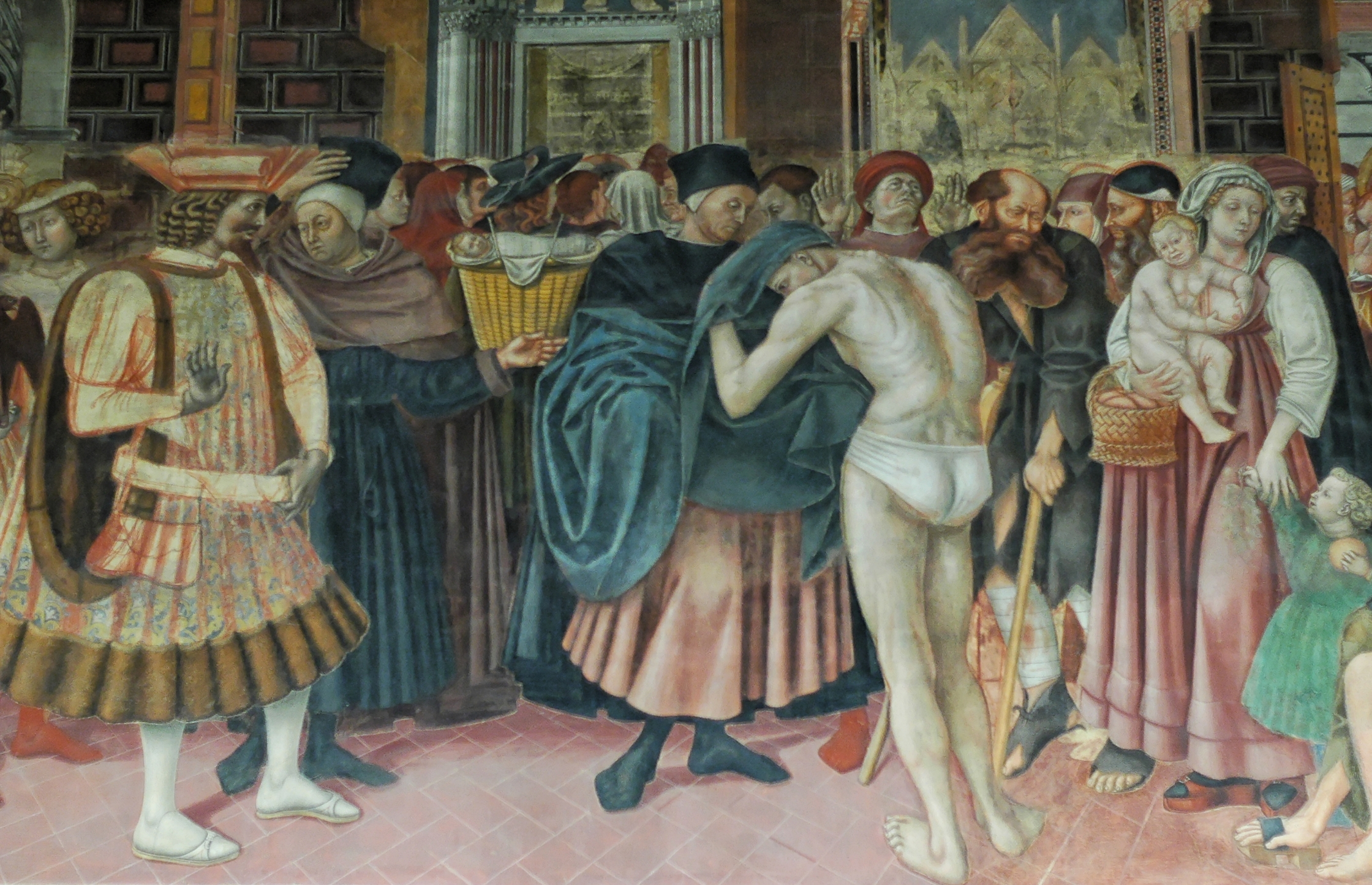
Distribuzione delle elemosine, Sala del Pellegrinaio all'Ospedale di Santa Maria della Scala in Siena

Diversamente reagirono le autorità cittadine e statali che con metodi repressivi cercano di eliminare la presenza dei poveri nelle città, eliminando la possibilità del loro continuo vagabondare e incanalando in forme controllabili quelle masse di accattoni che potevano divenire un serio pericolo di rivolte ogniqualvolta vi fosse una carestia o un aumento dei prezzi dei beni alimentari. Dalla carità medioevale ormai nel Cinquecento si è persa ogni traccia: gli ospedali aperti senza troppe distinzioni ai malati e ai miserabili diventano istituti d'internamento coattivo e, quando questo non basta, i poveri vengono a forza arruolati negli eserciti o divengono rematori nelle galere.
La repressione è ancora più evidente nelle zone calviniste e luterane dell'Europa settentrionale dove l'etica del lavoro rendeva difficile la tolleranza e la giustificazione della povertà considerata una colpa morale: i poveri vengono giudicati severamente come esseri antisociali e parassiti, sebbene Calvino avesse stabilito a Ginevra come fosse compito precipuo assegnato ai diaconi l'assistenza dei poveri e dei malati.

### La povertà nel XVII secolo

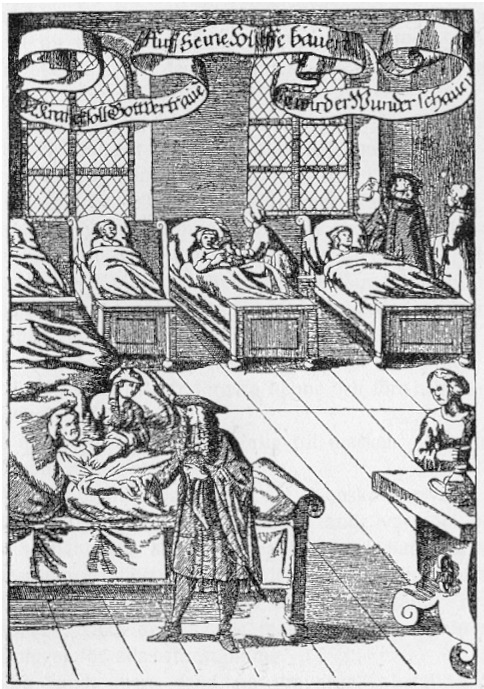
Un ospedale del Seicento

Continua nel Seicento la configurazione dell'ospedale non come istituzione di cura per i malati ma struttura per l'isolamento e l'internamento. Già in Inghilterra nel 1576 una legge di Elisabetta I istituiva degli stabilimenti, le "Houses of correction", che miravano alla "punizione dei vagabondi e al sollievo dei poveri" istituite come case di lavoro (workhouse) come mezzo per la repressione della mendicità. Sull'esempio inglese fece altrettanto la Svizzera che nel 1631 a Berna (nel 1637 a Zurigo) aprì come nuovo reparto dell'ospedale generale una casa di correzione e per il lavoro forzato. Così anche in Francia tipico è il caso dell'"Hospital General" di Parigi fondato nel 1656 che Michel Foucault definisce il terzo stato della repressione (cfr. M. Foucault, Sorvegliare e punire, 1976).
Questi istituti diffusi in Europa tra la fine del Cinquecento e gli inizi del Seicento volevano associare l'assistenza ai poveri e insieme la funzione di rieducazione al lavoro per conseguire un rinnovamento morale e una redditività economica, considerata base di una ipotetica integrazione sociale dei mendicanti, da raggiungere con la privazione della libertà e una rigida disciplina che prevedeva sanzioni e punizioni corporali per i trasgressori. L'importanza attribuita all'osservanza delle regole, diligenza, produttività lavorativa, rispetto degli orari, pulizia ecc. era vista come uno strumento di disciplinamento sociale valido anche per la società al di fuori degli istituti.
L'ospedale è divenuto luogo di repressione per il povero "cattivo", il ribelle alle regoli sociali, ma anche di beneficenza per il povero "buono" sottomesso all'ordine sociale. La classe dirigente, di fronte all'aggravarsi del fenomeno del pauperismo, tende a porre in atto una politica assistenziale "di contenimento della povertà", che pone sempre più l'accento sulla classificazione dei poveri in "meritevoli" (e tra questi i poveri "vergognosi" sono considerati una categoria privilegiata) e "non meritevoli" (in primo luogo mendicanti e vagabondi).
Una politica di vera e propria segregazione dei poveri, avviata già alla fine del XVI secolo, si affermerà quindi soprattutto nel XVII secolo, e a un punto tale che il Seicento sarà appunto definito il secolo della "grande reclusione". Il povero "cattivo" è colui che rifiuta il lavoro come mezzo di espiazione, per guadagnarsi la grazia divina, e strumento dato da Dio per riscattarsi dal peccato originale: chi non lavora quindi è colui che si ribella e rifiuta Dio.

L'inutilità sociale del povero determina la sua condanna ed esclusione dalla società dei buoni. Al di fuori di ogni controllo della legge comune l'ospedale diviene una casa di correzione, molto simile a un carcere, dove relegare i marginali. La carità si è laicizzata come dovere di stato sanzionato da leggi e la povertà è considerata una colpa contro l'ordine pubblico.

### La povertà nel XVIII secolo
Questa politica d'internamento sistematico diffusa tra gli stati europei appare nel Settecento inumana e dannosa sul piano sanitario. Viene finalmente contestata dai filosofi illuministi e abbandonata. Ci si avvicina alla concezione attuale della povertà considerata come una disfunzione della società. Il fattore economico viene identificato come causa principale della povertà anche se quello morale non è del tutto messo da parte.
Si propone come soluzione dell'indigenza l'applicazione del principio della ridistribuzione della ricchezza: siamo però ancora lontani da una concezione dello stato assistenziale poiché l'intervento laico delle strutture statali è indirizzato non a tutta la popolazione ma solo a certe categorie come le vedove, gli orfani...i poveri "buoni" e "meritevoli".
Ancora nei giorni della Rivoluzione dell'89 la condizione della povertà non era del tutto mutata dal secolo precedente: quando il popolo parigino diede l'assalto al famigerato Hospital general e, dopo aver trucidato il personale ospedaliero, liberò circa 8000 ricoverati, in maggioranza donne, le condizioni di queste infelici, descritte da Restif de la Bretonne, un testimone del tempo, non erano diverse da quelle dei tempi passati.

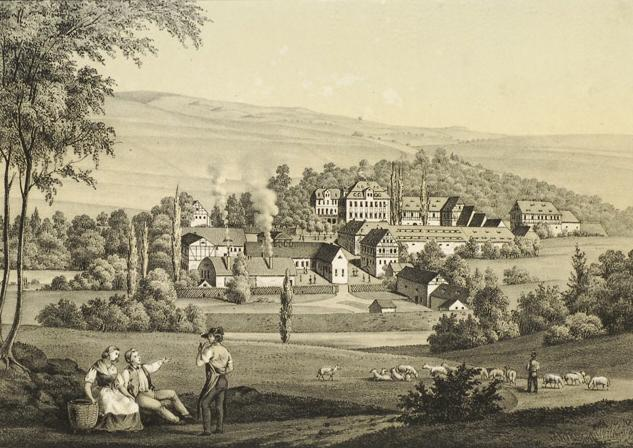
Il nuovo paesaggio industriale

Ma già qualcosa era cambiata nella politica sociale: repressione e carità cominciarono a essere distinte: fu abolito il lavoro forzato nelle manifatture ospedaliere e furono istituiti i depots de mendicité (depositi di mendicità) dove erano internati i vagabondi e i mendicanti mentre negli ospedali generali venivano ricoverati i poveri di ogni genere. Nei dépôts ai mendicanti era offerto un ricovero provvisorio in attesa che li reclamasse la famiglia o un qualche datore di lavoro. Più a lungo erano trattenuti solo i vagabondi e i mendicanti di professione il cui accattonaggio era considerato un reato. Tutti i detenuti erano obbligati a lavorare dall'alba al tramonto e ogni dépôts era attrezzato a tale scopo di botteghe artigiane. Sommosse agitazioni periodicamente nascevano in quegli agglomerati di mendicanti e assumevano spesso il carattere di aperte e sanguinose rivolte come quella di Rennes, nel 1782.
La rivoluzione del 1789 mise fine anche ai depositi di mendicità segnando la conclusione dell'epoca della "grande reclusione".
L'originale esperienza sociale che aveva messo assieme lo spirito di carità e la crudele repressione, aveva nello stesso tempo esaltato la funzione del lavoro come una forma di educazione e socializzazione sia nelle società cattoliche sia in quelle protestanti. Ora il lavoro viene esaltato nel sistema industriale come sinonimo di riscatto e elevazione sociale ma nella realtà il lavoro operaio diviene una forma di mantenimento e talora di aggravamento della povertà.
L'Europa, che si stava avviando verso lo sviluppo industriale, sembrava voler conservare nella moderna fabbrica, con il rigido regolamento interno, le norme di disciplina del lavoro e, con la stessa struttura architettonica, quella passata commistione di carcere e manifattura degli ospedali generali.

### La povertà nel XIX secolo
Liberi e schiavi, patrizi e plebei, baroni e servi della gleba, membri delle corporazioni e garzoni, in breve, oppressori e oppressi, furono continuamente in reciproco contrasto, e condussero una lotta ininterrotta, ora latente ora aperta; lotta che ogni volta è finita o con una trasformazione rivoluzionaria di tutta la società o con la comune rovina delle classi in lotta. Nelle epoche passate della storia troviamo quasi dappertutto una completa articolazione della società in differenti ordini, una molteplice graduazione delle posizioni sociali. In Roma antica abbiamo patrizi, cavalieri, plebei, schiavi; nel Medioevo signori feudali, vassalli, membri delle corporazioni, garzoni, servi della gleba, e, per di più, anche particolari graduazioni in quasi ognuna di queste classi. La società civile moderna, sorta dal tramonto della società feudale, non ha eliminato gli antagonismi fra le classi. Essa ha soltanto sostituito alle antiche, nuove classi, nuove condizioni di oppressione, nuove forme di lotta.La nostra epoca, l'epoca della borghesia, si distingue però dalle altre per aver semplificato gli antagonismi di classe. L'intera società si va scindendo sempre più in due grandi campi nemici, in due grandi classi direttamente contrapposte l'una all'altra: borghesia e proletariato.»
(Karl Marx, Manifesto del partito comunista 1848)

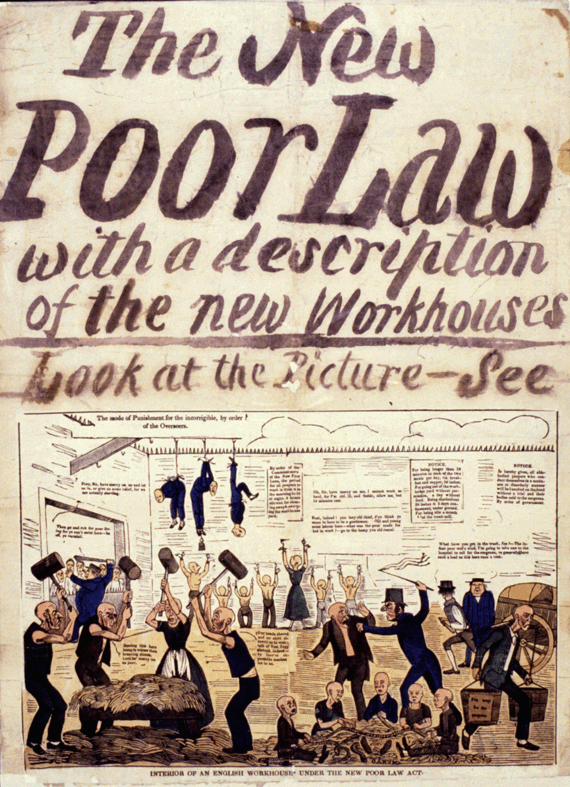
La realtà della nuova legge dei poveri del 1834

Nell'Inghilterra dell'ormai avviata rivoluzione industriale era giunto il tempo di una nuova legge per la povertà che, emanata nel 1834, aboliva la “carità legale”, proibiva l'aiuto a domicilio e costringeva i poveri nelle nuove workhouse (case di lavoro), nuove versioni degli ospedali generali con il medesimo rigido regime del passato di costrizioni e di privazioni, nonché di separazione secondo il sesso e l'età.
Autore di questa politica fu Sir Edwin Chadwick (1800-1890), discepolo di Jeremy Bentham, personaggio molto odiato, un amministratore dispotico e discusso la cui figura è ricordata soprattutto per il suo impegno nella riforma della sanità pubblica, convinto com'era che le condizioni insalubri delle città provocassero malattie biologiche e sociali, causa di un degrado psicologico che può trascinare le persone verso i vizi, come l'alcolismo, o peggio, verso la rivoluzione. Rendere le città più salubri poteva essere lo strumento per rendere il proletariato più felice, più sano, più produttivo, e più docile.
Il tema della povertà comincia in questi anni a essere associato a quello dell'industrialismo. L'Accademia delle scienze morali e politiche francese promosse delle inchieste sulle condizioni degli operai in Francia volendo stabilire in che cosa consistesse la loro povertà, come si manifestasse e quali fossero le cause che la determinavano. Una prima risposta era stata data da Louis Renè Villermé, un medico fautore degli aspetti positivi del sistema della fabbrica e convinto che tutto ciò che lo contrastasse fosse un'offesa della pubblica morale: la promiscuità dei sessi all'interno delle fabbriche, l'eccessiva durata dell'orario di lavoro minorile, i prestiti concessi agli operai come anticipo dei loro salari erano le uniche cause del degrado morale e fisico degli operai.

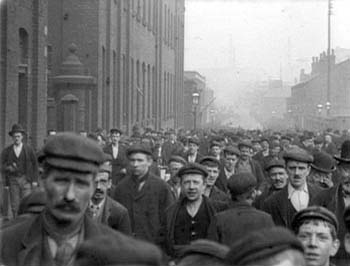
Operai

Questa tesi moralistica venne contestata da Antoine-Eugène Buret nella sua opera "De la misère des classes laborieuses en Angleterre et en France... "; egli vuole eliminare dall'analisi sociologica della cause della povertà ogni riferimento astratto e non verificabile: comincia quindi a stabilire una stretta connessione tra le condizioni di indigenza degli operai e la ricchezza considerati entrambi come fenomeni strettamente economici e controllabili oggettivamente. Le sue conclusioni lo portano a sostenere che esiste un rapporto di «coesistenza» o «simultaneità» tra la povertà e la «ricchezza della nazione» e che le cause di questa concomitanza sono da riportare «ai processi industriali, alle circostanze in cui si trovano posti, gli uni in relazione con gli altri, gli agenti della produzione» così che «la condizione fisica e morale dei lavoratori si misura esattamente sulla posizione in cui essi si trovano di fronte agli strumenti o ai capitali» nel senso che «più ne sono vicini e più la loro vita è assicurata; ed essa si eleverà e migliorerà secondo la misura e l'estensione di questi rapporti.» (in op. cit. tomo II libro III cap.V pag.86)

#### Il pensiero sociale della Chiesa
(Benedetto XVI 23 settembre 2007)
(Benedetto XVI 23 settembre 2007)
Di fronte all'ascesa del movimento socialista le Chiese cristiane, sia quelle protestanti sia quelle cattoliche, sentirono la necessità di chiarire esplicitamente le proprie concezioni sul problema sociale della povertà dei lavoratori. Nel 1871 il vescovo cattolico di Magonza, Wilhelm Emmanuel von Ketteler nel suo libro "Liberalismo, socialismo, cristianesimo" denunciava gli abusi del capitalismo e sosteneva che lo Stato, contro le teorie liberiste, dovesse intervenire con una legislazione sociale a regolare i fatti economici. Da lui nacque un movimento cristiano-sociale che si diffuse in Austria, Francia e Belgio.
Nel 1891 prese ufficialmente posizione lo stesso pontefice Leone XIII con l'enciclica Rerum novarum sulla questione sociale, cui era particolarmente sensibile per aver direttamente visto esplodere le rivolte operaie in Belgio al tempo della sua nunziatura apostolica.

L'enciclica afferma che voler trasformare la proprietà da personale a collettiva offende i diritti naturali («diritto di natura è la proprietà privata» ) ed è impossibile togliere dal mondo le disparità sociali così come non si può eliminare il dolore («levar via le sofferenze del mondo non v'è forza o arte che possa») anzi le differenze tra ricchi e poveri sono necessarie per mettere in atto le virtù cristiane della carità e della pazienza. L'enciclica inoltre muove un preciso atto d'accusa al capitalismo e ai ricchi, indifferenti alla dignità umana e cristiana dei poveri: «Si ricordino i capitalisti e i padroni che né le divine né le umane leggi permettono di opprimere per utile proprio i bisognosi e gli infelici, e trafficare sulla miseria del prossimo. Defraudare la giusta mercede è colpa sì enorme che grida vendetta al cospetto di Dio» (da Gaeta, Villani, "Le encicliche sociali dei Papi da Pio IX a Pio XII, 1846-1946", Milano 1971). La soluzione della questione sociale, secondo l'enciclica, sarà nella cooperazione tra capitale e lavoro e nell'intervento dello Stato che dovrà da un lato tutelare il lavoro e assicurare il giusto salario e dall'altro frenare le cupidigie delle plebi malconsigliate prevenendo a tempo le cause dei tumulti e delle violenze.

## Povertà volontaria

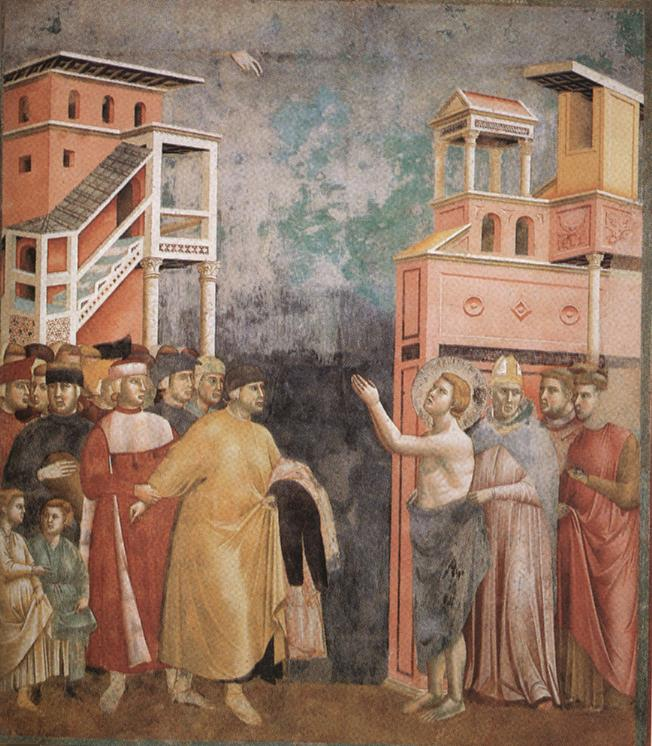
San Francesco, spogliandosi delle sue vesti, rinuncia ai beni materiali per l'ideale della povertà.

La rinuncia volontaria ai beni terreni in nome di un principio di sobrietà, come era per gli epicurei, e della conduzione di una vita ridotta all'essenziale è presente già nelle filosofie antiche specie nella morale cinica e stoica, anche nelle religioni Buddismo, Cristianesimo e Islam viena auspicata questa scelta di vita.

### Nel cristianesimo
La Chiesa cristiana fin dai primi secoli della sua esistenza ha predicato il valore di una vita condotta in povertà ad imitazione di quella vissuta da Gesù Cristo. I più sensibili ad un ideale di spiritualità quindi si ritiravano dalle comunità sociali per condurre un'esistenza nella quale i beni materiali di sussistenza fossero ridotti al minimo al fine di dedicarsi esclusivamente e più efficacemente, trascurando il corpo, alla pratica dei beni spirituali. Con l'anacoretismo, cui seguì il monachesimo, i fedeli più intransigenti, spinti da una forte vocazione si separavano dal resto delle comunità per meglio avvicinarsi a Dio, seguendo lo stile di vita di Cristo. Gli anacoreti e gli eremiti rinunciavano completamente al mondo e alle sue tentazioni, scegliendo una vita fatta di silenzio e di preghiera, per tendere alla perfezione attraverso la povertà e la penitenza.
La povertà volontaria si diffuse soprattutto con i cosiddetti ordini mendicanti, sorti tra il XII ed il XIII secolo in seno alla Chiesa cattolica, ai quali la regola religiosa imponeva la pronuncia di un voto di povertà che implicava la rinuncia ad ogni proprietà non solo per gli individui, ma anche per i conventi, che traevano così sostentamento unicamente dalla questua, la raccolta delle elemosine.
Nell'ambito dell'ordine mendicante di San Francesco si sviluppò allora un contrasto tra i "Conventuali" aderenti a un ideale moderato della povertà e coloro che aspiravano e praticavano un'assoluta ed estrema povertà, i cosiddetti "Spirituali" (1280 ca - 1317) che seguivano un'interpretazione letterale della Regola sine glossa (cioè senza interpretazioni ufficiali che ne sminuissero la portata), e che si riferivano al Testamento dello stesso Francesco, al quale il resto dell'Ordine non riconosceva autorità normativa. A questi ultimi si ispirarono il movimento dei Fraticelli (o Fratelli della vita povera) (sec.XIV), i Dolciniani e il Gioachimismo (secc. XIII e XIV) che «per mezzo di collegamenti, non sempre chiari [...] specialmente con la loro antinomia tra Chiesa spirituale e Chiesa carnale, Cristo e Anticristo, influirono profondamente sia sulla stessa Chiesa cattolica (San Bernardino da Siena), sia sui movimenti eterodossi come quelli di Wycliffe e dei lollardi, di Hus, e sulla Riforma (specialmente gli anabattisti)».

## Dati sulla povertà in Italia

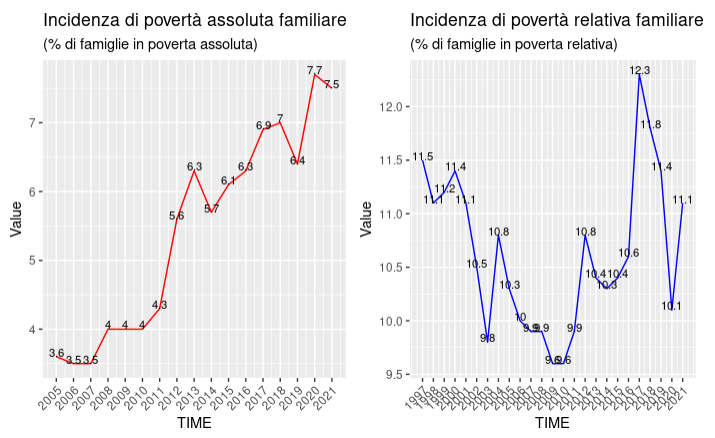
Fonte :